# Johann Pregesbauer
Johann Pregesbauer (Austria, 9 de junio de 1955) es un exfutbolista austriaco. Se desempeñaba en posición de centrocampista.

## Selección nacional
Fue internacional con la Selección de fútbol de Austria en diez ocasiones, entre 1980 y 1984, jugando la Copa Mundial de Fútbol de 1982.

## Clubes
| Club        | País    | Año         |
| ----------- | ------- | ----------- |
| Rapid Viena | Austria | 1974 - 1986 |

## Palmarés

### Campeonatos nacionales
| Título                | Club        | País    | Año                 |
| --------------------- | ----------- | ------- | ------------------- |
| Bundesliga de Austria | Rapid Viena | Austria | 1982 1983           |
| Copa de Austria       | Rapid Viena | Austria | 1976 1983 1984 1985 |